# The American Institute for Central European Legal Studies
Az AICELS egy nem-politikai kutatóközpont, aminek az a fő célja, hogy reklámozza a transzatlanti ösztöndíjat, publikációk és kutatások által, és megkönnyítse jogászhallhatók és professzorok dolgát, annak érdekében, hogy többet megtudjanak a külföldi jogrendszerekről. 
Az intézet nemzetközi, az Atlanti-óceán mindkét partjáról szerveződő, jogászokból álló független közösség.
Működési területei:
- vezető kutató projektek (jelenleg:  szólás szabadsága és annak határai, egy rövid bemutató a cseh jogrendszerről, a válságból való kilábalás, “health care” – az európai és az amerikai út)
- jogi folyóirat publikálása, az AICELS Law Review- interkontinentális megbeszélések vezetése különböző jogi és gazdasági témákról
- a tudományos kutatások növekvő etikai szabályai, és még sok más

Az AICELS azért küzd, hogy a fiatal jogászok és közgazdászok, valamint a tapasztalt szakemberek ötleteit publikálják. Vannak professzorok és professzor-asszisztensek amerikai, cseh, román és ukrán egyetemekről, akik együttműködnek az AICELS-szel.  

## Külső hivatkozások
- The American Institute for Central European Legal Studies